# Nano (program)
GNU nano (akronim ang. Nano’s ANOther editor) – edytor tekstu oparty na bibliotece ncurses dla systemu Unix i uniksopodobnych. Jest to wolny klon edytora pico, części programu pocztowego pine. Nano udostępnia funkcjonalność i skróty klawiaturowe pine lecz nie umożliwia ścisłej współpracy z pine.
Został stworzony w 1999 jako TIP (akronim rekurencyjny TIP Isn’t Pico) przez Chrisa Allegrettę, którego celem było udostępnienie substytutu dla niewolnego pico. Nazwa programu została zmieniona na obecną 10 stycznia 2000 roku (wersja 0.7.4) z powodu konfliktu nazw z inną aplikacją Uniksa. W lutym 2001 nano stał się oficjalną częścią projektu GNU.
Później nano wprowadził ulepszenia, których brakowało jego pierwowzorowi, m.in. kolorowanie tekstu, wyszukiwanie przy pomocy wyrażeń regularnych oraz obsługa wielu buforów naraz.
11 sierpnia 2003 Chris Allegretta oficjalnie przekazał rozwój programu w ręce Davida Lawrence’a Ramseya. Program obecnie utrzymuje Benno Schulenberg.
Przyszłe wersje nano mają obsługiwać kodowanie UTF-8, możliwość cofania wprowadzonych zmian oraz dostosowania skrótów klawiaturowych.
Na początku 2021 nano było dostępne w 35 językach.

## Skróty klawiaturowe
Nano, zamiast obsługiwać zdarzenia myszy, jest obsługiwane przy pomocy skrótów klawiaturowych. Na przykład: Ctrl-O zapisuje aktualny plik, Ctrl-W uruchamia tryb wyszukiwania tekstu. U dołu ekranu nano wyświetla dwulinijkowy pasek z opisem najczęściej używanych skrótów.
W odróżnieniu od pico, nano używa metaklawiszy do przełączania trybów zachowania. Np. Meta-S przełącza tryb gładkiego przewijania tekstu. Prawie wszystkie parametry wywołania nano można włączać i wyłączać w trakcie działania za pomocą metaklawiszy.